# Чечуро, Геннадий Семёнович
Генна́дий Семёнович Чечу́ро (31 августа 1939, Воронеж — 23 июня 2000, Киев) — советский украинский баскетболист. Рост — 193 см. Мастер спорта СССР (1961). Заслуженный мастер спорта СССР (1967).
Окончил Винницкий педагогический институт.

## Биография
В 1956-58 гг. выступал за «Буревестник» (Винница), в 1968-69 г. — за ДСК (Донецк), в 1959-68 и 1970-73 гг. — за СКА (Киев).
В 1971—1973 был играющим тренером в СКА (Киев). Старший / главный тренер мужской команды СКА (Киев) — в 1975/76, 1981/82, 1989—1993, 1997/98.
В последние годы жизни был президентом БК ЦСКА (Украина).
Похоронен на Берковецком кладбище.

### Семья
Жена Светлана Аркадьевна, сын Дмитрий (баскетболист), дочь Анна.

## Достижения
- Чемпион мира: 1967.
- Чемпион СССР: 1967.
- Серебряный призёр чемпионата СССР: 1963, 1968.
- Бронзовый призёр чемпионата СССР: 1972.
- Чемпион Спартакиады народов СССР: 1967.
- Серебряный призёр Спартакиады народов СССР: 1963, 1971.